# Okell's Brewery
Okell's Brewery är ett bryggeri i Isle of Man som grundades år 1850. Bryggeriet grundades av kirurgen William Okell som senare också ägde många av öns pubar. Senare lobbade Okell för lagar om rent öl, som liknar på tyska Reinheitsgebot. År 1875 fattade Tynwald beslut att ölet endast får innehålla malt, jäst, humle och vatten.
Idag hör tre olika ölsorter till bryggeriets permanenta sortering:
- Indian Pale Ale
- Bitter
- Manx Pale Ale

Bryggeriet är en av önationens sevärdheter och ordnar guidade rundturer för turister. Okell's Brewery är det äldsta bryggeriet på Isle of Man som fortfarande bedriver bryggeriverksamhet.